# سیستم شکست خورده‌است
«سیستم شکست خورده است» (به انگلیسی: The System Has Failed) آلبومی از مگادث است که در ۱۴ سپتامبر ۲۰۰۴ منتشر شد.